# Ljusdals Tidning
Se även den tidigare dagstidningen Ljusdals Tidning.
Ljusdals Tidning grundades 2007. Tidningen, som ges ut en gång per månad, når 25.800 hushåll och ägs av Annonskraft, men tidningen produceras av Svart Pist Publishing AB, Ljusdal. 
Tidningens chefredaktör är Fredrik "Frasse" Fransson. 
Ljusdals Tidning delas ut till hushåll i Ljusdals kommun, Vallsta, Undersvik, Delsbo, Bjuråker, Sveg, Ytterhogdal, Vemdalen, Arbrå, och samtliga företag i Hälsingland.